# Radeberger Destillation & Likörfabrik
Die Radeberger Destillation & Likörfabrik GmbH (alternative Schreibweise: Radeberger Destillation & Liqueurfabrik) ist ein 1877 gegründeter Spirituosenhersteller in der sächsischen Stadt Radeberg. Unter der Bezeichnung Original Radeberger wird ein Kräuterlikör hergestellt und vertrieben. Das Unternehmen gehört seit 1997 zur Waldemar Behn GmbH.

## Geschichte
Im Jahr 1877 gründete Wilhelm Richter das Unternehmen in Radeberg, zunächst unter dem Namen Dampfdestillation und Liqueurfabrik Goldene Sonne. Er begann damit, einen Kräuterlikör als Medizinalbitter ersten Ranges herzustellen. Zahlreiche erhaltene Dokumente von Kunden der Fabrik bezeugen dem Likör eine magenschonende Wirkung. Ende des 19. Jahrhunderts wurde der Likör am sächsischen Königshof ausgeschenkt. Die Likörfabrik soll den Titel Königlich Sächsischer Hoflieferant erhalten haben. Zur Jahrhundertwende war die Fabrik eine von vier Brennereien in Radeberg. Am Anfang des 20. Jahrhunderts hatte Richter bereits 40 Angestellte, damit war die Goldene Sonne die größte Destillerie der Stadt. Durch den kommerziellen Erfolg der Fabrik wurde das Angebot um einen zuckerfreien Traditional Radeberger Bitter und andere Spirituosen, wie Kümmelschnaps oder Kirschlikör, erweitert.
Während des Zweiten Weltkriegs kam die Produktion beinahe vollständig zum Stillstand. Nach Kriegsende musste die Likörfabrik Teile der Destillationsanlagen als Reparationsleistungen an die Sowjetische Besatzungsmacht abtreten. Die Nachfahren des Firmengründers bauten die Fabrik wieder auf. Im Volksmund war das Unternehmen als Schnaps-Richter bekannt. Im Zuge der letzten großen Enteignungswelle in der DDR wurde das Unternehmen 1972 verstaatlicht und dem VEB Bramsch Dresden angegliedert. Durch die Mangelwirtschaft in der DDR wurde der Kräuterlikör zur Bückware. Der Verkauf fand nur noch einmal in der Woche (jeweils donnerstags) statt. Lange Warteschlangen vor der Fabrik an den Verkaufstagen waren die Folge. Zeitweise musste die Produktion aufgrund fehlender Zutaten komplett eingestellt werden. Die SED-Bezirksleitung Dresden erwog daraufhin, das Unternehmen zur Produktion von Feinkostsalaten umzustrukturieren. Dieser Plan wurde jedoch nicht realisiert.
Nach der Wende und der Deutschen Wiedervereinigung gelangte die Likörfabrik im Zuge der Reprivatisierung zurück in Familienbesitz. Das Geschäft kam durch die starke Baufälligkeit des Stammhauses immer wieder zum Erliegen, was eine umfassende Sanierung des Gebäudes und der Destillationsanlagen erforderlich machte. Die Produktion wurde auf den Original Radeberger Bitter beschränkt.

## Stammhaus

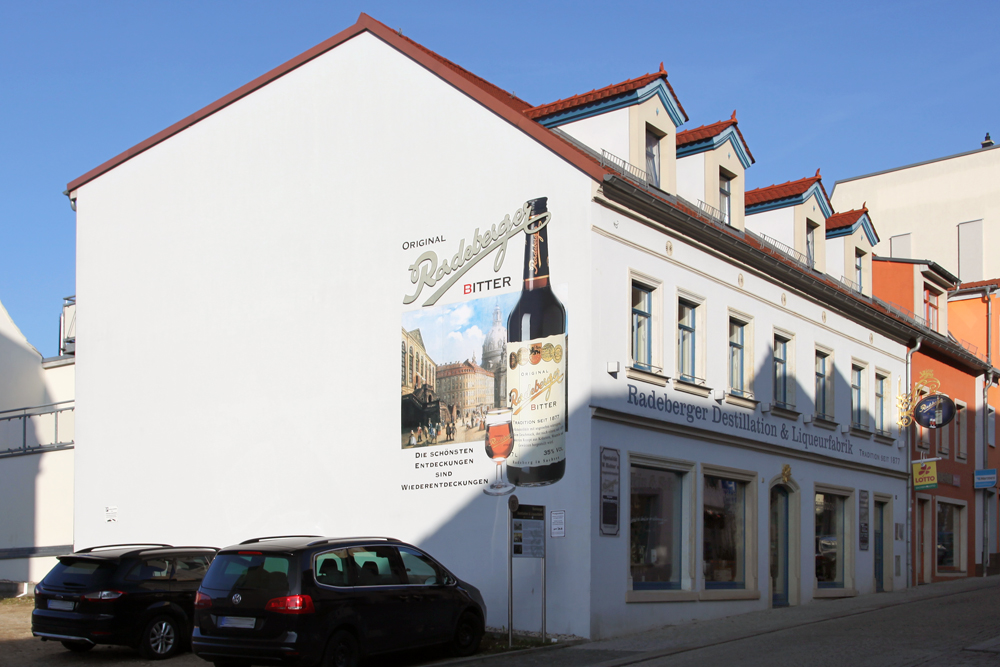
Stammhaus

Das Unternehmensgebäude der Likörfabrik auf der Radeberger Hauptstraße wurde um das Jahr 1870 errichtet. Der Schlussstein im Bogen der Eingangstür trägt ein Relief in Form einer goldenen Sonne, das auf den alten Namen der Destillerie verweist. Eine komplette Sanierung des Stammhauses wurde im September 2003 abgeschlossen. In dem unter Denkmalschutz stehenden Gebäude können im hauseigenen Museum restaurierte, historische Destillationsapparaturen (zum Beispiel eine alte Brennblase) und ebenso die heutigen Produktionsanlagen besichtigt werden. 2011 wurde der Verkaufsraum modernisiert.
Neben der Likörmanufaktur beherbergt das Stammhaus den offiziellen Original Radeberger Shop, ein Fachgeschäft für Wein, Spirituosen und Tabakwaren, einen kleinen Veranstaltungsraum und Wohnungen.

## Original Radeberger
Der Original Radeberger ist ein Kräuterlikör aus über 20 verschiedenen Kräutern, Wurzeln und Gewürzen mit 35 % Vol. Hauptgeschmacksträger sind Gewürznelken und Zimt. Die Rezeptur ist seit der Unternehmensgründung 1877 unverändert. Frühere eingetragene Markennamen des Likörs waren zum Beispiel Original Radeberger Bitter, Radeberger Bitterlikör und Richters echter Radeberger Bitterlikör. Er wird in 0,02- und 0,04-Liter-Fläschchen sowie in 0,35, 0,7 und 1 Liter fassenden Flaschen angeboten. Zusätzlich wurde im Dezember 2011 eine 3-Liter-Manufaktureditions-Flasche vorgestellt.

## Auszeichnungen
- Bereits Anfang des 20. Jahrhunderts wurde der Likör auf Ausstellungen gezeigt und mit Auszeichnungen und Medaillen prämiert, zum Beispiel erhielt er den Ehrenpreis des sächsischen Gastwirtverbandes. 1912 bekam das Unternehmen den Ehrenpreis der Stadt Radeberg auf der Ausstellung für Gastwirtsgewerbe, heimische Industrie und Kunst verliehen. 1925 wurde die Likörfabrik in Kamenz für Verdienstvolle Leistungen ausgezeichnet. Diese Medaillen sind im Logo des Unternehmens neben dem Radeberger Stadtwappen zu sehen.
- 2008 wurde das Unternehmen auf dem Internationalen Spirituosen Wettbewerb mit einer Goldmedaille ausgezeichnet.[9]
- 2009 erreichte der Original Radeberger am Beverage Testing Institute in Chicago 96 von 100 möglichen Punkten und bekam dafür den Status Superlative und die Platinum Medal, die höchstmögliche Auszeichnung verliehen.[10]
- Im Rahmen der International Wine & Spirit Competition (IWSC) 2009 in London verlieh die Jury dem Radeberger Likör das Prädikat Gold (Best in Class).[11]
- 2012 wurde der Likör bei der Cathay Pacific Hong Kong International Wine & Spirit Competition in Hongkong als einziger deutscher Preisträger mit dem Titel Best Liqueur ausgezeichnet.[12]
- Im Jahr 2013 wurde der Original Radeberger beim 10. World Spirit Award in Klagenfurt am Wörthersee mit einer Goldmedaille prämiert,[13] eine weitere Goldmedaille konnte er bei der San Francisco World Spirits Competition erringen.[14]

## Sonstiges
Als Werbefahrzeuge und mobile Verkaufstheken für öffentliche Veranstaltungen setzt die Likörmanufaktur einen historischen, restaurierten Kleintransporter Framo V 901/2 sowie einen PKW Trabant 601 ein.
Die Besichtigung des Unternehmens wurde in das Tourismusprogramm der Stadt Radeberg integriert. Bierkutscher Ernst, ein Radeberger Original, führt Interessierte neben der Altstadt und der Radeberger Exportbierbrauerei auch durch die Radeberger Destillation & Likörfabrik. Nach Unternehmensangaben besuchen jährlich rund 5.000 Menschen die Fabrik.
Ende 2012 stellte das Unternehmen Nepple Eis aus Dresden gemeinsam mit der Likörfabrik das Radeberger-Bitter-Eis vor, welches in ausgewählten Dresdner Gastronomiebetrieben angeboten wird.